# Зоряні яйця
«Зоряні яйця» — українське шоу на «Новому каналі». Зірки приходять на цю програму, щоб помірятися своїми… талантами. На знімальному майданчику дуже весела атмосфера, як на великій запальній вечірці.
«Всі учасники — мої друзі, які зібралися у мене в гостях. Тому я взагалі не вчу текст, жартую та імпровізую. І, в результаті, глядач отримає 90 хвилин свята душі»— розповідає Оля Полякова.
У кожній програмі сім раундів. В одному з них, наприклад, потрібно зберегти poker face, поїдаючи шоколадний торт, щедро приправлений гірчицею та хріном. В іншому — краще суперників заспівати «ааое», тобто караоке без приголосних. У третьому — не отримати в обличчя тортом, граючи в рулетку.
У проекті беруть участь дві команди по три людини. Суперники — цілковиті протилежності одне одному. Блондинки грають проти брюнеток, розумні проти красивих, поп-музиканти проти рок-зірок, корінні кияни проти тих, хто «понаїхали»…
Півтори години нестримних веселощів, 90 знаменитостей у 15 випусках, готових на найсміливіші авантюри, і суперблондинка Оля Полякова в якості ведучої. Все це — нове розважальне шоу «Зоряні яйця».
«Найсмішніший конкурс, як на мене, „Мозкотруска“, — каже ведуча. — Учасникам на голову надягають кнопку. Я ставлю запитання, і, щоб отримати право відповідати, вони мають впертися головою у стіл або стіну. Хочете подивитися, як це робить хтось із наших іменитих, пафосних артисток? Наприклад, Наталя Могилевська?»
Крім Наталії Могилевської доводити свою крутість, дуріти і сміятися над собою будуть Потап, Олександр Педан, Сергій Притула, MONATIK, Олександр Скічко, Леся Нікітюк, Андрій Шабанов, Володимир Остапчук, Настя Каменських, Віра Брежнєва, Ірина Білик, Надія Мейхер, Марія Яремчук, дівчина Блонда, Мішель Андраде, Вадим Олійник, Антон Савлєпов та десятки інших зірок.

## Випуски

### 1 випуск
| Зіркові чоловіки                          |   |   |   |   |   |   |   |       |
| Середа Сергій Євген Кошовий Арсен Мірзоян | 1 | 1 |   |   | 1 | 1 |   | Нічия |
| Зіркові дружини                           |   |   |   |   |   |   |   |       |
| MamaRika Ксенія Кошова Тоня Матвієнко     |   |   | 1 | 1 | 1 |   | 1 | Нічия |

### 2 випуск
| Гумористи                                     |   |   |   |   |   |   |   |          |
| Андрій Шабанов Степан Казанін Роман Міщеряков | 1 |   |   | 1 |   | 2 | 1 | Перемога |
| Гумористки                                    |   |   |   |   |   |   |   |          |
| Анна Свірідова Олена Алимова Ірина Хоменко    |   | 1 | 1 |   | 1 |   | 1 |          |

### 3 випуск
| Самородки                                             |   |   |   |   |   |   |   |          |
| Monatik Віра Брежнєва Віктор Угрюмов                  | 1 | 1 |   | 1 |   |   |   |          |
| Академіки                                             |   |   |   |   |   |   |   |          |
| Наталя Могилевська Олександр Кривошапко Марія Яремчук |   |   | 1 |   | 2 | 1 | 1 | Перемога |

### 4 випуск
| Альтернатива                                      |   |   |   |   |   |   |   |       |
| Дмитро Шуров Євген Галич Ната Сміріна             | 1 |   | 1 | 1 | 1 | 1 |   | Нічия |
| Попса                                             |   |   |   |   |   |   |   |       |
| Віталій Козловський Діма Коляденко Оля Цибульська |   | 1 |   |   | 1 |   | 3 | Нічия |

### 5 випуск
| Столичні                                          |   |   |   |   |   |   |   |       |
| Катерина Кістень Назар Задніпровський Макс Неліпа |   |   | 1 | 1 | 1 | 1 | 1 | Нічия |
| Приїжджі                                          |   |   |   |   |   |   |   |       |
| Олександр Педан Дмитро Танкович Даша Коломієць    | 1 | 1 |   | 1 | 1 | 1 |   | Нічия |

### 6 випуск
| Брюнетки                                    |   |   |   |   |   |   |   |          |
| Тетяна Песик Даша Астаф'єва Анна Завальська | 1 |   |   | 1 | 1 | 1 |   |          |
| Блондинки                                   |   |   |   |   |   |   |   |          |
| Олена Філонова Діва Монро Тетяна Котова     |   | 1 | 1 |   | 1 | 1 | 1 | Перемога |

### 7 випуск
| Хлопці-телеведучі                                   |   |   |   |   |   |   |   |          |
| Микола Тищенко Роман Міщеряков Григорій Решетнік    |   | 1 |   |   | 1 | 1 | 1 |          |
| Дівчата-телеведучі                                  |   |   |   |   |   |   |   |          |
| Дівчина Блонда Роза Аль-Намрі Олена-Крістіна Лебідь | 1 | 1 | 1 | 1 |   | 1 |   | Перемога |

### 8 випуск
| Актриси                                          |   |   |   |   |   |   |   |       |
| Сніжана Єгорова Віталіна Біблів Анна Кошмал      | 1 |   | 1 | 1 | 2 |   |   | Нічия |
| Актори                                           |   |   |   |   |   |   |   |       |
| Олександр Пікалов Олексій Тритенко Дмитро Ступка |   | 1 |   |   |   | 1 | 3 | Нічия |

### 9 випуск
| «Хто зверху?»                               |   |   |   |   |   |   |   |       |
| Леся Нікітюк Олександр Педан Сергій Притула |   | 1 |   | 1 | 2 | 1 |   | Нічия |
| «Ліга сміху»                                |   |   |   |   |   |   |   |       |
| Сергій Сивохо Олена Кравець Андрій Чивурін  | 1 | 1 | 1 | 1 |   |   | 1 | Нічия |

### 10 випуск
| Пухкі                                              |   |   |   |   |   |   |   |          |
| Віктор Бронюк Наталія Холоденко Юрій Корявченков   | 1 | 1 |   | 1 | 2 |   | 1 | Перемога |
| Стрункі                                            |   |   |   |   |   |   |   |          |
| В'ячеслав Соломка Алла Костромічова Ірина Сопонару |   | 1 | 1 |   |   | 1 |   |          |

### 11 випуск
| Діти 90-х                                   |   |   |   |   |   |   |   |          |
| Антон Савлепов Даша Коломієць Артем Гагарін | 1 | 1 |   | 1 | 1 |   |   |          |
| Зірки 90-х                                  |   |   |   |   |   |   |   |          |
| Павло Зібров Ірина Білик EL Кравчук         | 1 |   | 1 |   | 1 | 1 | 1 | Перемога |

### 12 випуск
| Красені                                         |   |   |   |   |   |   |   |          |
| Володимир Остапчук Сергій Конюшок Вадим Олійник | 1 | 1 |   |   | 1 | 1 | 1 | Перемога |
| Красуні                                         |   |   |   |   |   |   |   |          |
| Настя Каменських Оля Харлан Слава Камінська     |   | 1 | 1 | 1 | 1 |   |   |          |

### 14 випуск
| Мамахохотала                             |   |   |   |   |   |   |   |          |
| Женя Янович Олег Маслюк Аня Гресь        |   | 1 |   |   | 1 | 1 |   |          |
| Ліга сміху                               |   |   |   |   |   |   |   |          |
| Валік Міхієнко Яна Бойко Володимир Шумко | 1 |   | 1 | 1 | 1 |   | 1 | Перемога |

### 15 випуск
| Артисти                                        |   |   |   |   |   |   |   |          |
| Настя Востокова Мішель Андраде Володимир Жогло | 1 | 1 |   |   | 1 |   |   |          |
| Продюсери                                      |   |   |   |   |   |   |   |          |
| Наталія Могилевська Потап Сергій Притула       |   |   | 1 | 1 | 1 | 1 | 1 | Перемога |